# Augusto, IX duca di Croÿ
Augusto Luigi Filippo Emanuele di Croÿ, IX duca di Croÿ (Condé-sur-l'Escaut, 3 novembre 1765 – Condé-sur-l'Escaut, 19 ottobre 1822), è stato un nobile e politico francese.

## Biografia
Figlio di Anne Emmanuel Ferdinand François, VIII duca di Croÿ, il duca Augusto emigrò all'estero con la famiglia nel 1791, lasciando nel contempo anche l'esercito francese ove già aveva raggiunto il grado di Maggiore.
In cambio delle proprietà perdute in Francia, suo padre ottenne nel 1803 (pochi mesi prima di morire) come indennità di guerra la contea di Dülmen in Vestfalia, ma Augusto venne successivamente, nel 1806, privato anche di questi territori (ottenuti dalla Dieta imperiale del 25 febbraio 1803 tenutasi a Ratisbona) da Napoleone che pose i suoi possedimenti temporaneamente sotto l'amministrazione del duca di Arenberg e dopo il Congresso di Vienna passarono al Regno di Prussia nel 1815.
Tornando in Francia con la restaurazione borbonica nel 1814, venne riqualificato a corte e con ordinanza del 4 giugno di quello stesso anno ottenne il titolo di pari di Francia e la possibilità di sedere nella Camera Alta del parlamento francese.
Morì il 19 ottobre 1822.

## Matrimoni

### Primo Matrimonio
Sposò, il 10 gennaio 1789, la duchessa Anna di Rochechouart de Mortemart (7 maggio 1773-10 luglio 1806), figlia di Victurnien de Rochechouart, VIII duca di Mortemart. Ebbero cinque figli:
- Alfredo Francesco Federico Filippo, X duca di Croÿ (22 dicembre 1789-14 luglio 1861);
- Ferdinando Vittorio Filippo (31 ottobre 1791-4 settembre 1865), sposò la principessa Anna Luisa Costanza di Croÿ-Solre;
- Filippo Francesco Bernardo Vertuniano (26 novembre 1801-2 agosto 1871), sposò la principessa Giovanna Guglielmina Augusta di Salm-Salm;
- Stefania Vittorina Maria Anna (5 giugno 1805-27 settembre 1884), sposò il principe Beniamino di Rohan (1804-1846).

### Secondo Matrimonio
Sposò, il 5 novembre 1821, Anna Maria Dillon, contessa Dillon de Costello-Gallen (28 aprile 1795-7 marzo 1827). Ebbero un figlio:
- Gustavo (12 febbraio 1823-16 dicembre 1844).

## Ascendenza
|                                          |                                                          |                                                                | Genitori                                                 |  |  | Nonni |  |  | Bisnonni                                                 |  |  | Trisnonni                                               |  |
|                                          |                                                          |                                                                |                                                          |  |  |       |  |  | Philippe Alexandre de Croÿ, principe di Solre-le-Château |  |  | Philippe Emmanuel de Croÿ, principe di Solre-le-Château |  |
|                                          |                                                          |                                                                |                                                          |  |  |       |  |  | Philippe Alexandre de Croÿ, principe di Solre-le-Château |  |  | Philippe Emmanuel de Croÿ, principe di Solre-le-Château |  |
|                                          |                                                          | Anne Marie Françoise de Bournonville                           |                                                          |  |  |       |  |  | Philippe Alexandre de Croÿ, principe di Solre-le-Château |  |  |                                                         |  |
| Emmanuel, duca di Croÿ                   |                                                          |                                                                |                                                          |  |  |       |  |  | Philippe Alexandre de Croÿ, principe di Solre-le-Château |  |  |                                                         |  |
|                                          |                                                          | Marie Marguerite de Millendonk, marchesa di Quesnoy            | Louis Hermann François, conte di Millendonk              |  |  |       |  |  |                                                          |  |  |                                                         |  |
|                                          |                                                          | Marie Marguerite de Millendonk, marchesa di Quesnoy            | Louis Hermann François, conte di Millendonk              |  |  |       |  |  |                                                          |  |  |                                                         |  |
|                                          |                                                          | Marie Marguerite de Millendonk, marchesa di Quesnoy            | Isabelle Philippe de Mailly                              |  |  |       |  |  |                                                          |  |  |                                                         |  |
| Anne Emmanuel, duca di Croÿ              |                                                          | Marie Marguerite de Millendonk, marchesa di Quesnoy            |                                                          |  |  |       |  |  |                                                          |  |  |                                                         |  |
|                                          |                                                          | François, duca d'Harcourt                                      | Henri, duca d'Harcourt                                   |  |  |       |  |  |                                                          |  |  |                                                         |  |
|                                          |                                                          | François, duca d'Harcourt                                      | Henri, duca d'Harcourt                                   |  |  |       |  |  |                                                          |  |  |                                                         |  |
|                                          |                                                          | François, duca d'Harcourt                                      | Marie Anne Claude Brûlart de Genlis, marchesa d'Esterney |  |  |       |  |  |                                                          |  |  |                                                         |  |
| Angélique d'Harcourt                     |                                                          | François, duca d'Harcourt                                      |                                                          |  |  |       |  |  |                                                          |  |  |                                                         |  |
|                                          |                                                          | Marie Madeleine Le Tellier                                     | Louis François Le Tellier, marchese di Barbezieux        |  |  |       |  |  |                                                          |  |  |                                                         |  |
|                                          |                                                          | Marie Madeleine Le Tellier                                     | Louis François Le Tellier, marchese di Barbezieux        |  |  |       |  |  |                                                          |  |  |                                                         |  |
|                                          |                                                          | Marie Madeleine Le Tellier                                     | Marie Thérèse Delphine d'Alègre                          |  |  |       |  |  |                                                          |  |  |                                                         |  |
| Auguste, duca di Croÿ                    |                                                          | Marie Madeleine Le Tellier                                     |                                                          |  |  |       |  |  |                                                          |  |  |                                                         |  |
|                                          | Heinrich Gabriel, vilgravio e renegravio di Salm-Kyrburg | Carl Florentin, vilgravio e renegravio di Salm-Dhaun-Neufville |                                                          |  |  |       |  |  |                                                          |  |  |                                                         |  |
|                                          | Heinrich Gabriel, vilgravio e renegravio di Salm-Kyrburg | Carl Florentin, vilgravio e renegravio di Salm-Dhaun-Neufville |                                                          |  |  |       |  |  |                                                          |  |  |                                                         |  |
|                                          | Heinrich Gabriel, vilgravio e renegravio di Salm-Kyrburg | Marie Gabriele de Lalaing                                      |                                                          |  |  |       |  |  |                                                          |  |  |                                                         |  |
| Philipp Joseph, principe di Salm-Kyrburg | Heinrich Gabriel, vilgravio e renegravio di Salm-Kyrburg |                                                                |                                                          |  |  |       |  |  |                                                          |  |  |                                                         |  |
|                                          |                                                          | Marie Thérèse de Croÿ, baronessa di Fay                        | Philippe François de Croÿ, marchese di Warneck           |  |  |       |  |  |                                                          |  |  |                                                         |  |
|                                          |                                                          | Marie Thérèse de Croÿ, baronessa di Fay                        | Philippe François de Croÿ, marchese di Warneck           |  |  |       |  |  |                                                          |  |  |                                                         |  |
|                                          |                                                          | Marie Thérèse de Croÿ, baronessa di Fay                        | Claudine Françoise de La Pierre du Fay                   |  |  |       |  |  |                                                          |  |  |                                                         |  |
| Auguste Friederike zu Salm-Kyrburg       |                                                          | Marie Thérèse de Croÿ, baronessa di Fay                        |                                                          |  |  |       |  |  |                                                          |  |  |                                                         |  |
|                                          |                                                          | Maximilian Emmanuel, principe di Hornes                        | Philippe Emmanuel, principe di Hornes                    |  |  |       |  |  |                                                          |  |  |                                                         |  |
|                                          |                                                          | Maximilian Emmanuel, principe di Hornes                        | Philippe Emmanuel, principe di Hornes                    |  |  |       |  |  |                                                          |  |  |                                                         |  |
|                                          |                                                          | Maximilian Emmanuel, principe di Hornes                        | Marie Anne Antoinette de Ligne                           |  |  |       |  |  |                                                          |  |  |                                                         |  |
| Maria Theresia de Hornes                 |                                                          | Maximilian Emmanuel, principe di Hornes                        |                                                          |  |  |       |  |  |                                                          |  |  |                                                         |  |
|                                          |                                                          | Marie Thérèse Charlotte Bruce, baronessa di Melsbroek          | Thomas Bruce, III conte di Elgin                         |  |  |       |  |  |                                                          |  |  |                                                         |  |
|                                          |                                                          | Marie Thérèse Charlotte Bruce, baronessa di Melsbroek          | Thomas Bruce, III conte di Elgin                         |  |  |       |  |  |                                                          |  |  |                                                         |  |
|                                          |                                                          | Marie Thérèse Charlotte Bruce, baronessa di Melsbroek          | Charlotte d'Argenteau, contessa d'Esneux                 |  |  |       |  |  |                                                          |  |  |                                                         |  |
|                                          |                                                          | Marie Thérèse Charlotte Bruce, baronessa di Melsbroek          |                                                          |  |  |       |  |  |                                                          |  |  |                                                         |  |